# Beeckestijn

Kaart van Amsterdam en omgeving (1850) met een vermelding van Beeckestijn

Beeckestijn is een buitenplaats aan de Rijksweg in Velsen-Zuid, in de Nederlandse provincie Noord-Holland. In de zeventiende en achttiende eeuw was de buitenplaats eigendom van Amsterdamse regentenfamilies. Het landhuis werd tot in de twintigste eeuw bewoond. De gemeente Velsen kocht het huis in 1952 van de laatste particuliere eigenaar. In 2007 heeft de gemeente het landhuis Beeckestijn en de bijgebouwen overgedragen aan Vereniging Hendrick de Keyser, die de begane grond van het huis heeft ingericht als museumhuis. De vrij toegankelijke tuinen en park worden beheerd door de Vereniging Natuurmonumenten. 
Het complex werd in 1998 ingeschreven in het rijksmonumentenregister, met twaalf monumenten.

## Geschiedenis
De geschiedenis van Beeckestijn gaat terug tot de vijftiende eeuw. Toentertijd was het een versterkt landhuis. Maria Gerrits van Bekesteyn erfde de hofstede eind zestiende eeuw van haar grootmoeder Machteld Stans. Zij had de hofstede in 1522, ter gelegenheid van haar huwelijk met Jan van Bekesteyn, als gift van haar vader Stans Claesz ontvangen. In 1633 worden de kinderen van Nicolaes Backer, oud-baljuw van Brederode, als eigenaar genoemd. Zij verkochten de hofstede in 1648 aan Nicolaes Corver, oud-schepen van Amsterdam. In 1659 verkocht Margareta Bas, weduwe van Nicolaes Corver, de hofstede Beeckesteyn voor 19.000 gulden aan de Amsterdamse koopman Goycke Elberts. Later was het bezit van Agatha Munter (1632-1687), weduwe van diens zoon Elbert Goyckens, die in 1669 hertrouwde met Joan Corver.

### Familie Trip
Jan Trip van Berckenrode erfde het landhuis van zijn moeder Margaretha Munter (1639-1711). Hij verkocht het landhuis in 1716 voor 31.000 gulden aan zijn zoon Jan Trip de jonge (1691-1721). Het huidige landgoed is tussen 1716 en 1721 grotendeels aangelegd door deze Jan Trip, gehuwd met Petronella Wilhelmina van Hoorn, de dochter van de gouverneur-generaal Joan van Hoorn. Hun alliantiewapen bevindt zich boven de ingang van het hoofdgebouw.  Bij de vernieuwde inrichting was de beeldhouwer en stuckunstenaar Ignatius van Logteren betrokken, een van de meest gevraagde decoratieve kunstenaars in die tijd.  
Petronella Wilhelmina van Hoorn hield na het overlijden van haar man een kasboek bij van de uitgaven aan onderhoudswerkzaamheden. In 1722 hertrouwde ze met Lubbert Adolph Torck. Voorafgaand aan het huwelijk stelde ze een akte op waarin ze Beeckestijn onder voorwaarden afstond aan haar zoon Jan Willem Trip (1716-1738) en diens erfgenamen. Na het overlijden van haar zoon en haar kleindochter Petronella Johanna Wilhelmina Trip (1736-1742) werd Beeckestijn verkocht. 

### Familie Boreel
In 1742 kocht Jacob Boreel Jansz, een welgesteld en invloedrijk Amsterdams regent, Beeckestijn voor 28.000 gulden. Boreel was getrouwd met Agneta Margaretha Munter (1717-1761). Zij was een kleindochter van Cornelis Munter, de broer van Agatha en Margaretha Munter. 
Boreel bracht een groot aantal veranderingen in huis en tuin aan. Zo werden de zijvleugels aangebouwd en verschenen de beide koetshuizen. Boreel liet het huis in 1772 verder vergroten en het achterpark aanleggen. Boreel was als diplomaat in Engeland geweest en kende de laatste ontwikkelingen op het gebied van de tuinarchitectuur. De nieuwe aanleg werd ontworpen door de uit Duitsland afkomstige tuinarchitect Johann Georg Michael (1738-1800). De tuinen werden voorzien van kronkelpaden, bloemdragende heesters, waterpartijen, weiden en romantische bouwsels zoals een tuinmanswoning in de vorm van een neogotische kapel. Waarschijnlijk gaat het om de eerste Engelse tuin in Nederland.
Beeckestijn heeft tot in de 19e eeuw dicht bij het water gelegen. Het lag bij het Wijkermeer, dat toen een onderdeel van het IJ was. Naar Amsterdam zeilen was goed mogelijk. Volgens de eerste bouwtekeningen voor de aanleg van het Noordzeekanaal had het landhuis moeten worden afgebroken. Naar men aanneemt heeft de toenmalige eigenaar, Willem Boreel van Hogelanden, zijn invloed aangewend om het tracé naar het noorden te verleggen. Ook buitenplaats Waterland, waar hijzelf woonde, werd hierdoor gespaard.
Na het overlijden van Willem François Boreel (1774-1851) werd het huis niet meer bewoond door de familie Boreel, maar werd het verhuurd. Vanaf 1883 bewoonde de Nederlandse politicus Petrus Hendrik Holtzman het landgoed. 
Tijdens de Tweede Wereldoorlog was het landgoed onderdeel van de Atlantikwall. Het hoofdgebouw werd in camouflagekleuren geschilderd en in de tuin werden bunkers gebouwd.
Tot halverwege de twintigste eeuw bleef het in particulier bezit, waarna het in ernstig vervallen staat werd overgedragen aan de gemeente Velsen.

### Gemeente Velsen
Op 18 november 1952 besloot de gemeenteraad van Velsen om het huis en park van de familie Boreel te kopen. In 1959 startte een grote restauratie, die tien jaar duurde. Bij het landgoed bevinden zich authentieke formele tuinen en een landschapspark. Deze zijn sinds de jaren zestig van de twintigste eeuw langzaam weer in hun oude glorie hersteld. In het huis zelf was jarenlang een museum gevestigd. Daar waren onder meer achttiende-eeuwse stijlkamers, keuken en een kinderspeelkamer te bewonderen. In 1995 werd het 25-jarig bestaan van het museum gevierd met de expositie 600 jaar Beeckestijn, waarin de geschiedenis van het landgoed werd belicht.
Van 1979 tot 2015 werd jaarlijks het Beeckestijn Popfestival in het landschapspark van het landgoed gehouden.
Op donderdag 16 februari 2006 sloot museum Beeckestijn na 37 jaar zijn deuren. De gemeente Velsen besloot in het kader van grootscheepse bezuinigingen het landgoed met huis en tuinen te verkopen.

### Vereniging Hendrick de Keyser
In mei 2007 werd de buitenplaats overgedragen aan Vereniging Hendrick de Keyser. De tuinen, het park en de beide koetshuizen kwamen in bezit van de Vereniging Natuurmonumenten. Beeckestijn Business School verhuisde naar het landgoed Leusderend in Leusden. 
Aanvankelijk werd het huis gebruikt voor kunstexposities. Sinds 2019 is het landhuis ingericht als museumhuis met verschillende stijlkamers.

## Beschrijving
Landgoed Beeckestijn omvat twaalf rijksmonumenten. Deze worden hieronder beschreven aan de hand van de omschrijvingen in het Rijksmonumentenregister.

### Hoofdgebouw

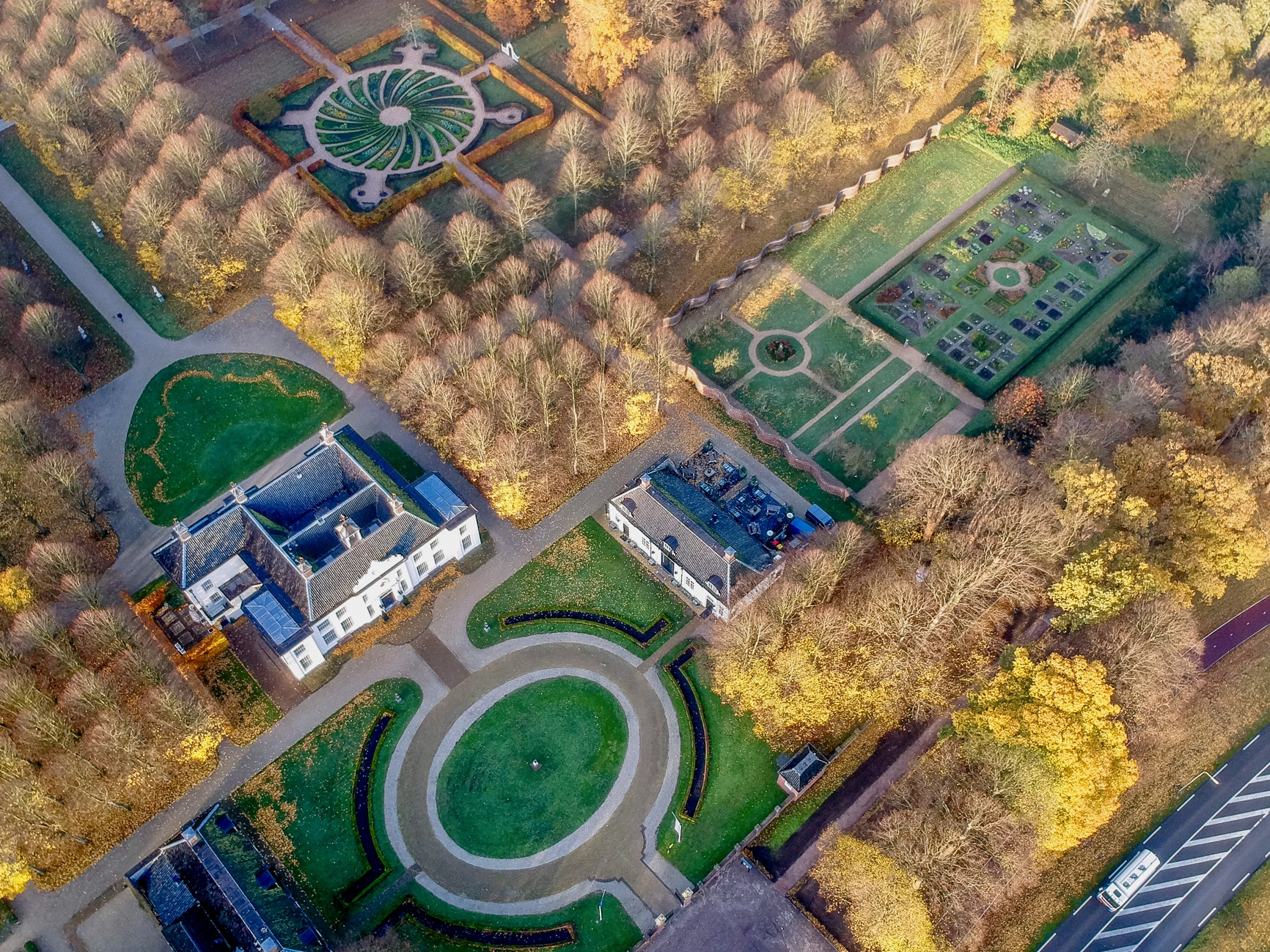
Beeckestijn vanuit de lucht

Het hoofdgebouw is een witgeschilderd, bakstenen landhuis. Het rechthoekige gebouw bestaat uit twee bouwlagen en is geplaatst op een natuurstenen plint. In 1772 zijn aan de noord- en zuidhoek van de voorgevel rechthoekige aanbouwen toegevoegd, bekleed met Bentheimer zandsteen. Deze aanbouwen hebben een geringere diepte dan het oorspronkelijke gebouw en zijn op de hoeken afgeschuind. Aan de zuidwesthoek is tevens een rechthoekige uitbouw geplaatst, eveneens van twee bouwlagen en bekleed met Bentheimer zandsteen.
Het dak van het landhuis bestaat uit een omlopend schilddak met een dwars zadeldak in het midden, evenwijdig aan de voorgevel. Op de uitbouw bevindt zich een zadeldak met voorschild, terwijl de aanbouwen uit 1772 platte daken hebben. De daken zijn bedekt met gesmoorde pannen en voorzien van schoorstenen op de hoeken, afgedekt door borden met gietijzeren topornamenten. Bovenop de voorste dakpartij is een klokkentoren geplaatst, ondersteund door vier Toscaanse kolommen.
De ingang van het gebouw bevindt zich tussen gladde pilasters met Ionische kapitelen, bekroond door een hoofdgestel met een gladde fries en een geprofileerde kroonlijst op klossen. Boven de ingang is een opzetstuk geplaatst met het alliantiewapen van de families Trip en Van Hoorn, vergezeld van de naam "Beeckestijn".

### Koetshuizen

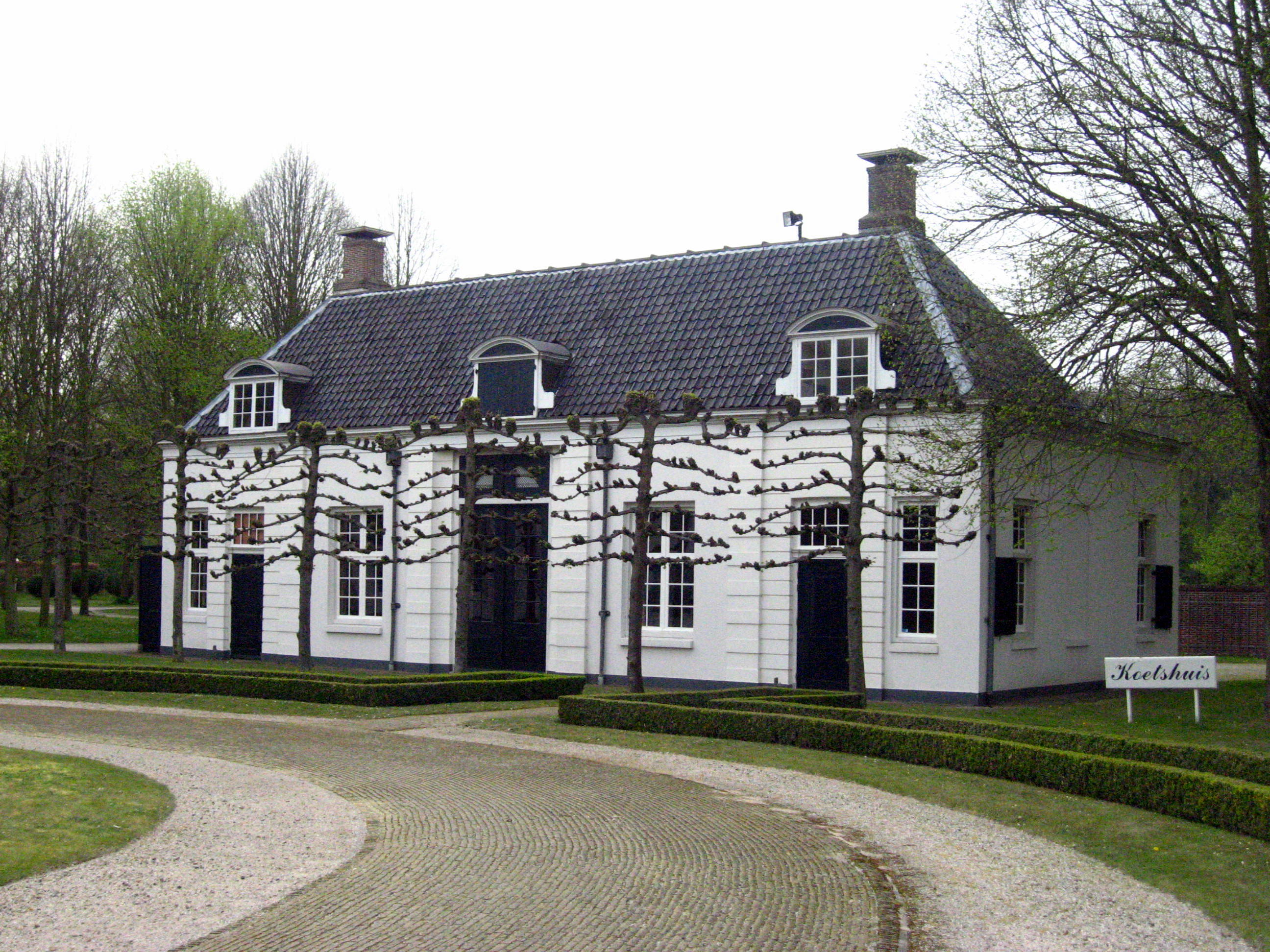
Rechter koetshuis Beeckestijn

Op het voorplein bevinden zich twee witgeschilderde koetshuizen uit de achttiende eeuw. Beide rechthoekige gebouwen zijn opgetrokken in één bouwlaag. Het linker koetshuis heeft aan de achterzijde een aanbouw die bestaat uit twee bouwlagen. De koetshuizen zijn voorzien van schilddaken, bedekt met gesmoorde pannen, en op de uiteinden van de nok bevinden zich schoorstenen die zijn afgedekt met borden. Op het dak zijn drie dakkapellen geplaatst, elk met een segmentvormig tympaan en wangen. De middelste dakkapel is voorzien van luiken, terwijl de andere twee zijn uitgerust met stolpvensters. Het linker koetshuis heeft een samengesteld dak, waarbij een kleiner schilddak aan de achterzijde is geplaatst.

### Historische park- en tuinaanleg

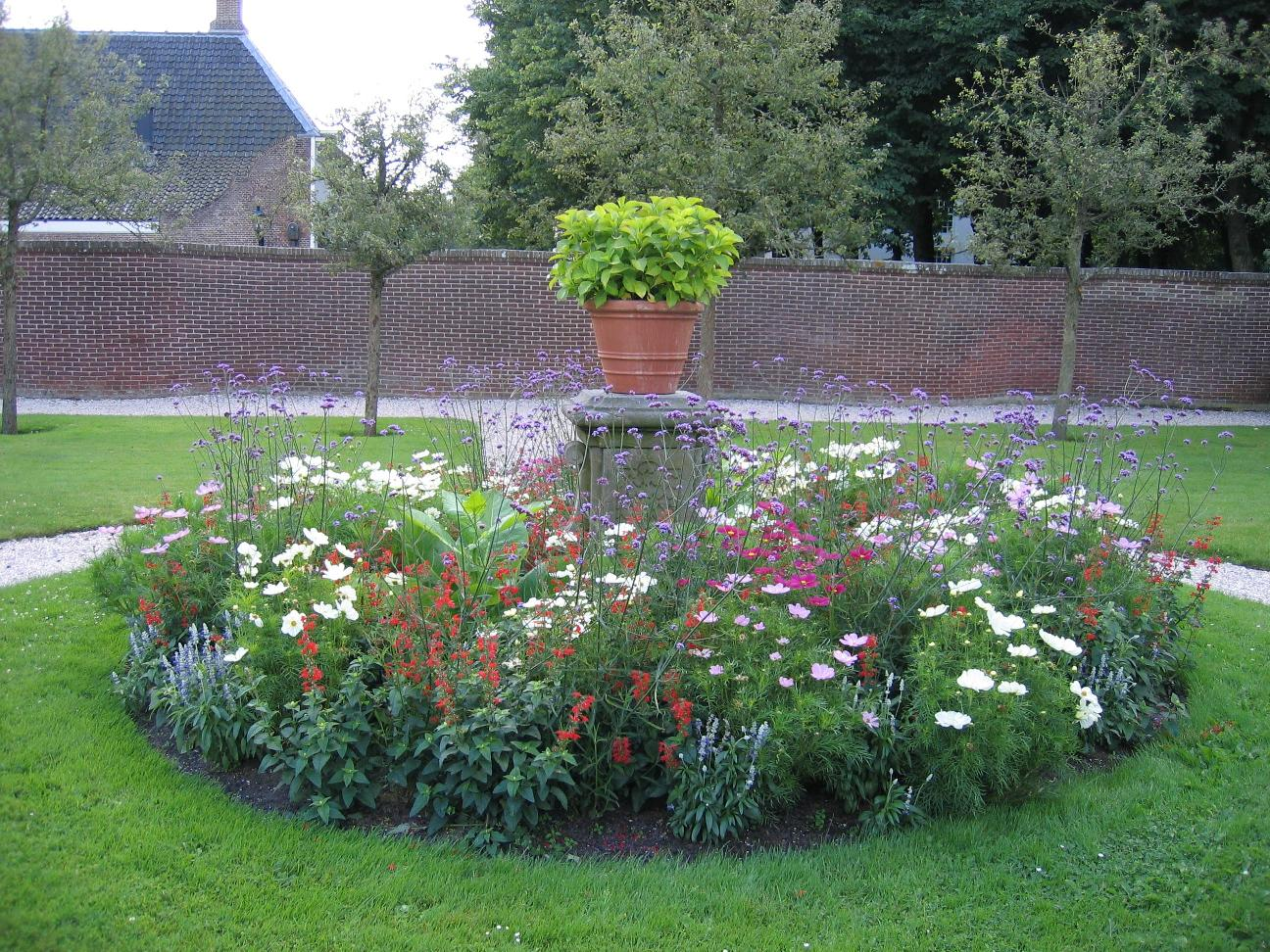
De formele tuin van het landgoed Beeckestijn

De tuinaanleg van Beeckestijn omvat een zogeheten formele of geometrische tuin achter het huis en een landschappelijk gedeelte in het verlengde daarvan. De formele tuin dateert uit de zeventiende eeuw. De vijver is bij de restauratie opnieuw opgemetseld. Het landschappelijk gedeelte werd in de tweede helft van de achttiende eeuw ontworpen door J.G. Michael.

### Tuinmuur met speelhuisjes

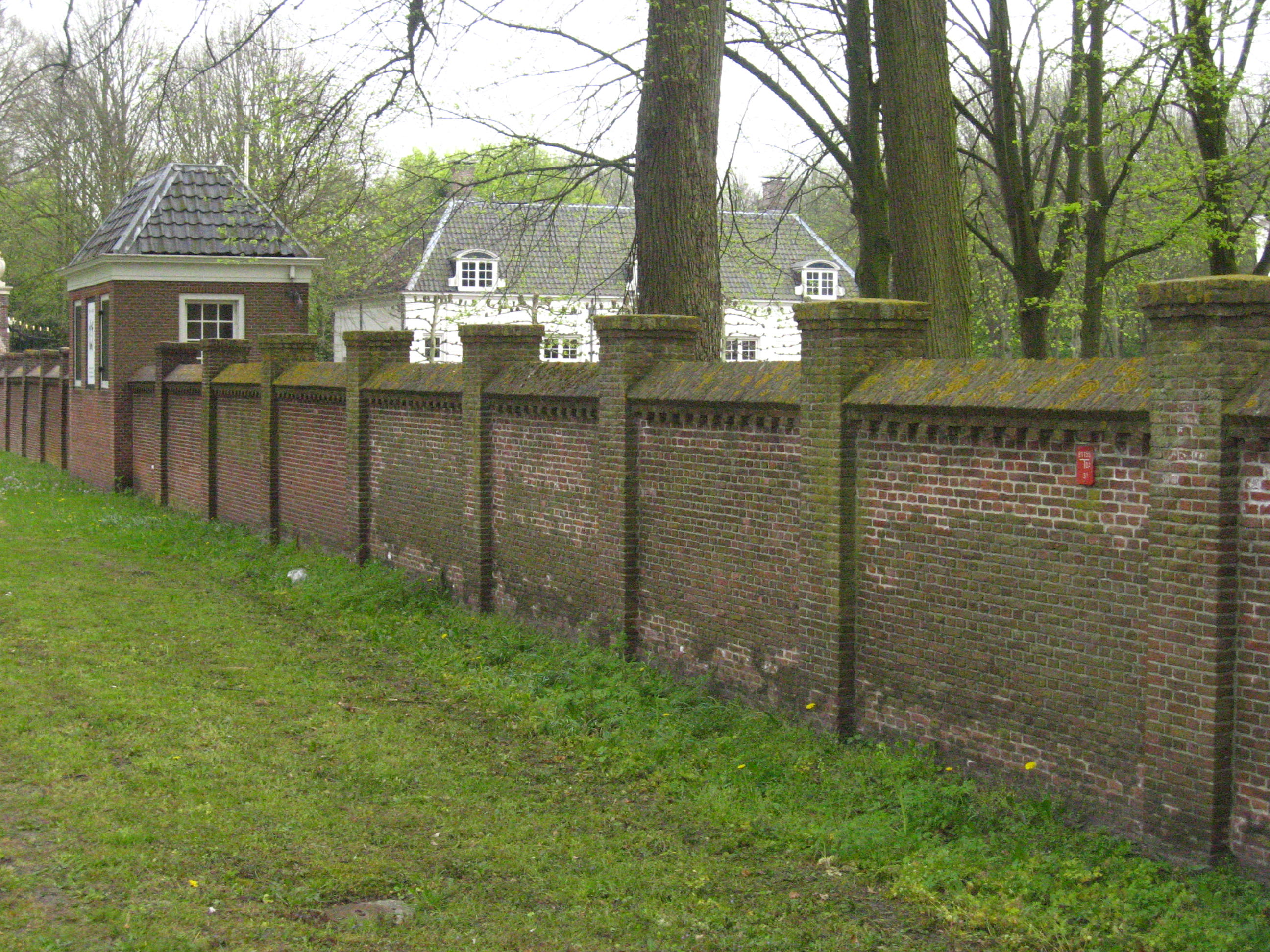
Tuinmuur met speelhuisje

Aan de voorzijde van de buitenplaats bevindt zich een achttiende-eeuwse tuinmuur met speelhuisjes. Deze zijn tijdens de restauratie (1959-1969) nauwkeurig gereconstrueerd.

### Slangenmuren
Nabij het rechter koetshuis staat een achttiende-eeuwse slangenmuur, bestaand deels uit handvormsteen en deels uit machinale steen. De slangenmuur nabij het linker koetshuis dateert uit het begin van de twintigste eeuw.

### Tuinmanswoning
In de uiterste zuidwesthoek van de buitenplaats bevindt zich een tuinmanswoning uit 1770. De woning is gebouwd in de vorm van een kapel. Het heeft een rechthoekige plattegrond, bestaat uit één bouwlaag en is bedekt met een zadeldak tussen topgevels, belegd met gesmoorde pannen. De voorgevel is voorzien van twee schuifvensters met een zesruitsverdeling en een Tudor-omlijsting. De bakstenen schoorsteen heeft aan twee zijden openingen in de vorm van vensters met een montant in het midden.

### IJskelder

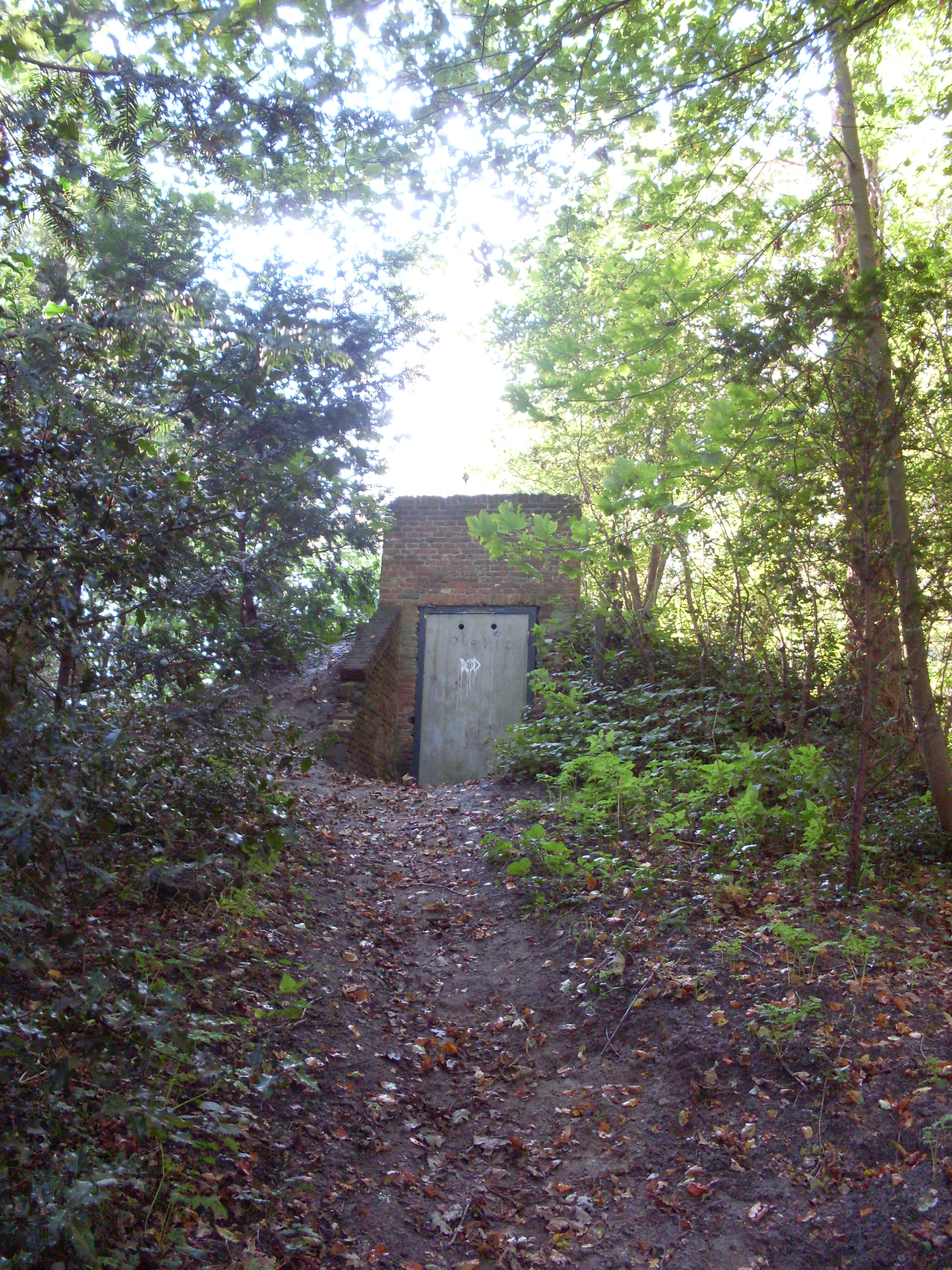
IJskelder Beeckestijn

Linksachter in de formele tuin bevindt zich een achttiende-eeuwse ijskelder. De kelder is gemetseld en heeft een gronddekking over een koepelgewelf. Hij heeft een diepte van 5,5 meter en een doorsnede van 4,5 meter. De ingang, gelegen tussen keermuren, wordt afgesloten door een houten deur onder een tiental lagen metselwerk en een rollaag.

### Toegangshekken
Het toegangshek naar het plein voor het hoofdgebouw dateert uit de achttiende eeuw. Het hek bestaat uit bakstenen pijlers, met uitgemetselde banden van baksteen. De pijlers zijn bekroond met een dekplaat en dragen natuurstenen siervazen met bladmotieven, uitgevoerd in Lodewijk XV-stijl. Tussen de pijlers bevindt zich een smeedijzeren hek, afkomstig van de boerderij Vredeveld in Middenbeemster.
Nabij de tuinmanswoning, in de zuidwestelijke hoek van de buitenplaats, bevindt zich een eenvoudig toegangshek, daterend uit het einde van de achttiende eeuw. De pijlers van dit hek zijn glad opgetrokken uit baksteen en afgedekt met geprofileerde natuursteen. Het hek zelf is vervaardigd van smeedijzer.
Aan de zuidzijde van de buitenplaats, nabij de ijskelder, bevindt zich een toegang tot het park. Dit hek is voorzien van negentiende-eeuwse hekpijlers in baksteen en is afgewerkt met ongeprofileerde natuurstenen afdekkingen. Het heeft een eenvoudig hekwerk.
Nabij de ingang van de gereconstrueerde rozentuin, links van het hoofdgebouw, bevindt zich het vierde paar hekpijlers. Deze pijlers, vermoedelijk daterend uit de achttiende eeuw, zijn opgetrokken uit baksteen en afgedekt met geprofileerde natuurstenen dekplaten. Het hekwerk zelf is niet meer aanwezig.

## Overzicht van eigenaren van Beeckestijn
- Stans Claesz., poorter van Amsterdam
- Mechteld Stans x Jan van Beeckestijn
- Marija Gerrits van Beeckestijn
- 4 kinderen van Nicolaes Backer, baljuw van Brederode
- Nicolaes Corver x Margaretha Bas[32]
- Goycke Elbertsz. (Snoeck)
- Elbert Goyckens x Agatha Munter
- Jan Trip, lid van de familie Trip
- Jan Trip de Jonge x Petronella Wilhelmina van Hoorn
- Jan Willem Trip x Catherine Grey
- Jacob Boreel (1717-1778); koopt het huis in 1742, lid van de familie Boreel
- Willem Boreel x Maria Trip
- jhr. Willem François Boreel (1774-1851), bewoont het huis. Vanaf 1827 - na het overlijden van zijn oudste zoon, in 1824, en zijn echtgenote, in 1825 - biedt hij het huis te huur aan.[33][34] Na zijn pensioen kwam hij hier weer wonen.[35]
- jkvr. Margaretha Jacoba Maria Paulina Boreel (1813-1892), erft het huis; trouwde in 1833 met haar neef:
- jhr. Willem Boreel van Hogelanden (1800-1883), verkrijgt het huis door zijn huwelijk
- jhr. Jacob Willem Gustaaf Boreel van Hogelanden (1852-1937)
- jkvr. Agnes Boreel (1880-1961)
- Gemeente Velsen, kocht in 1952 het huis van mevr. Agnes Cremers-Boreel
- Vereniging Hendrick de Keyser (sinds 2007)

## Afbeeldingen

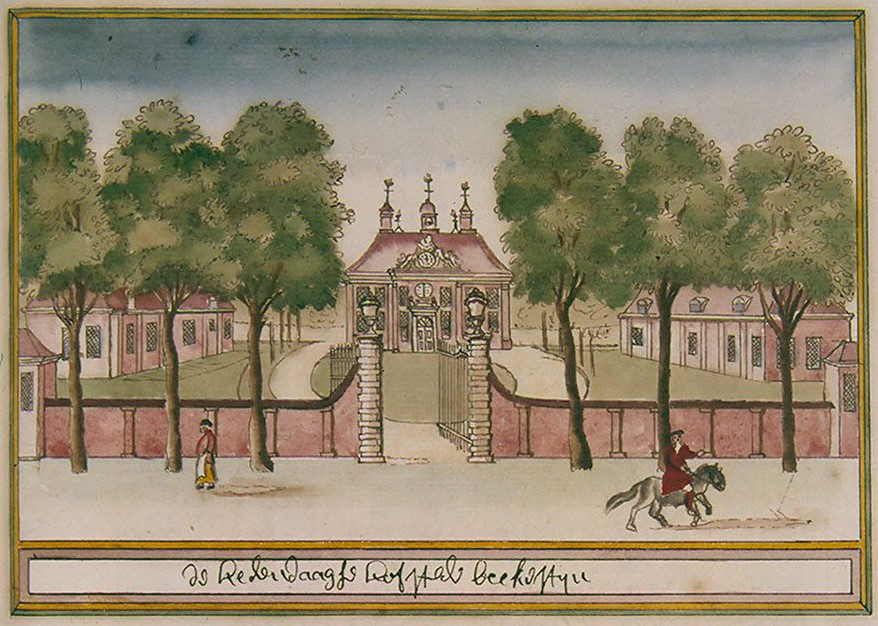
Beeckestijn rond 1720
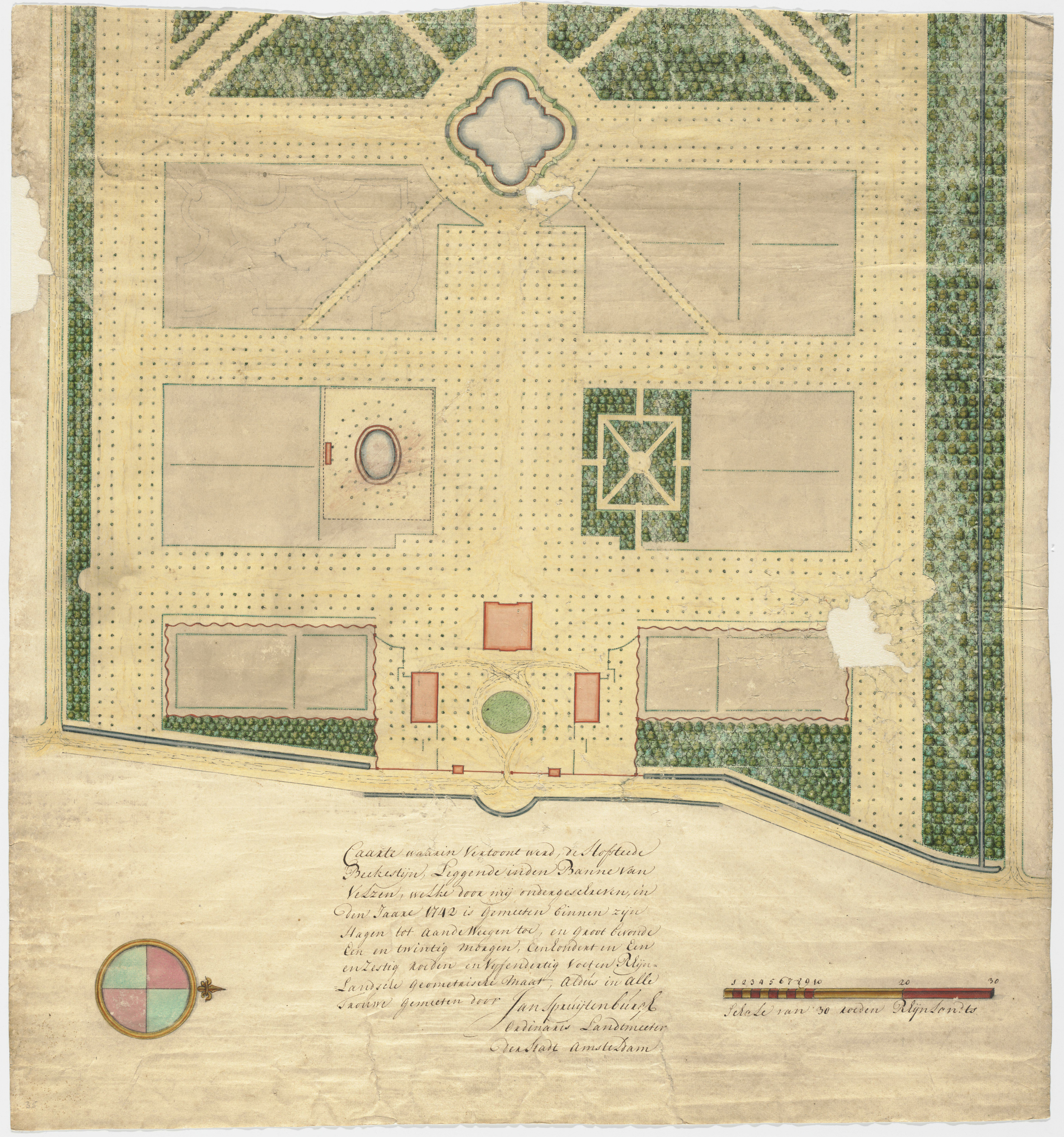
Beeckestijn in 1742
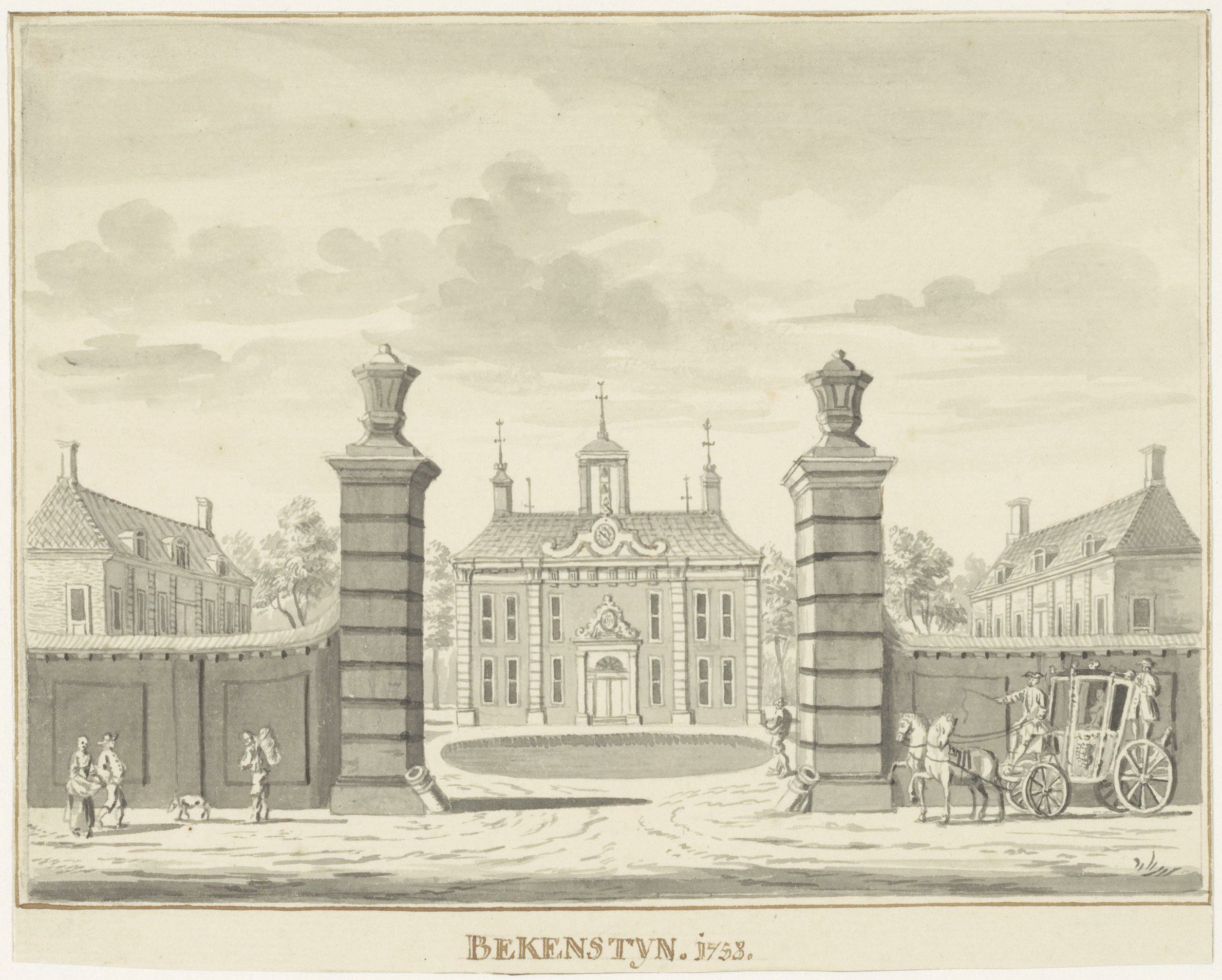
Beeckestijn in 1753
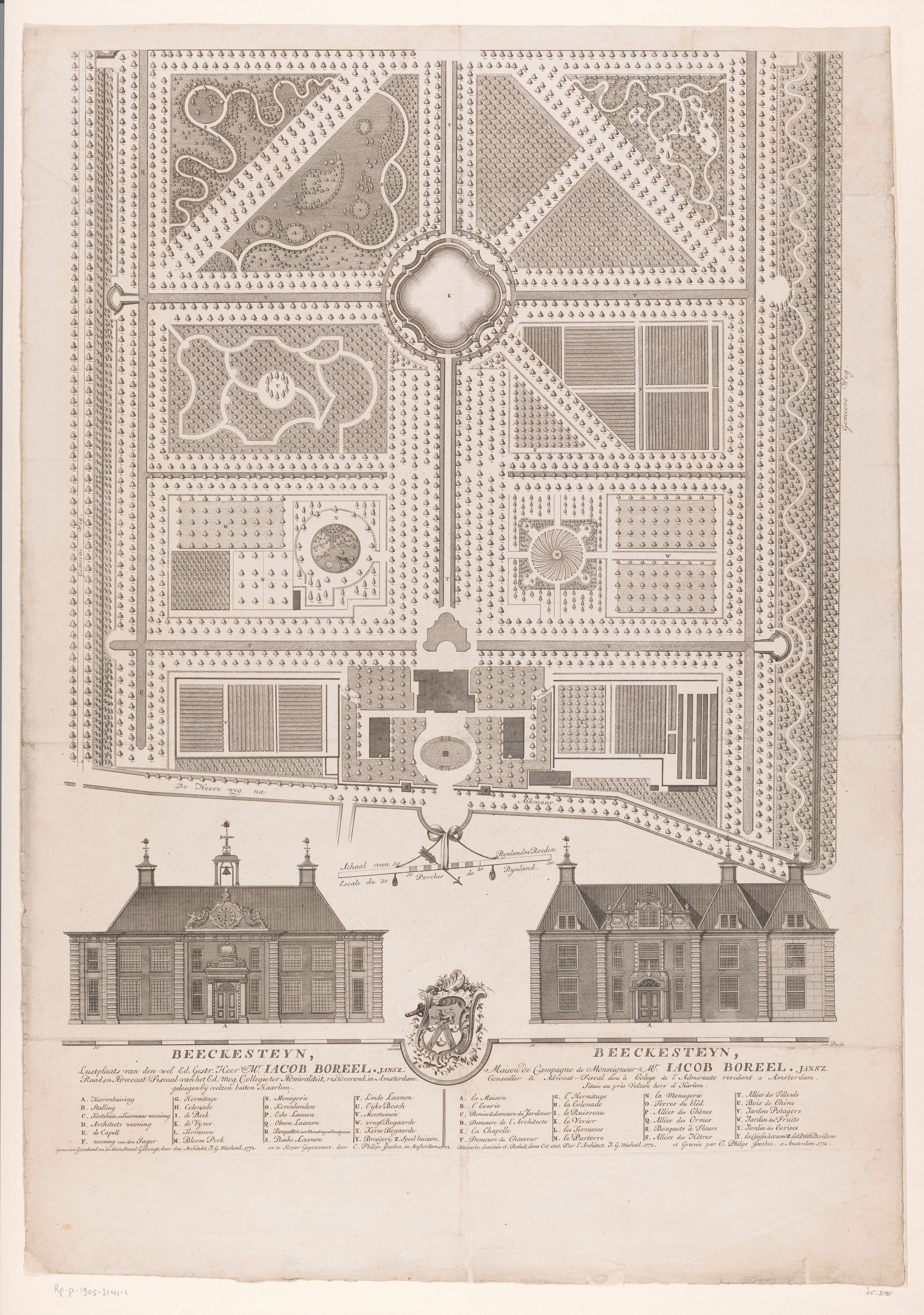
Beeckestijn in 1772
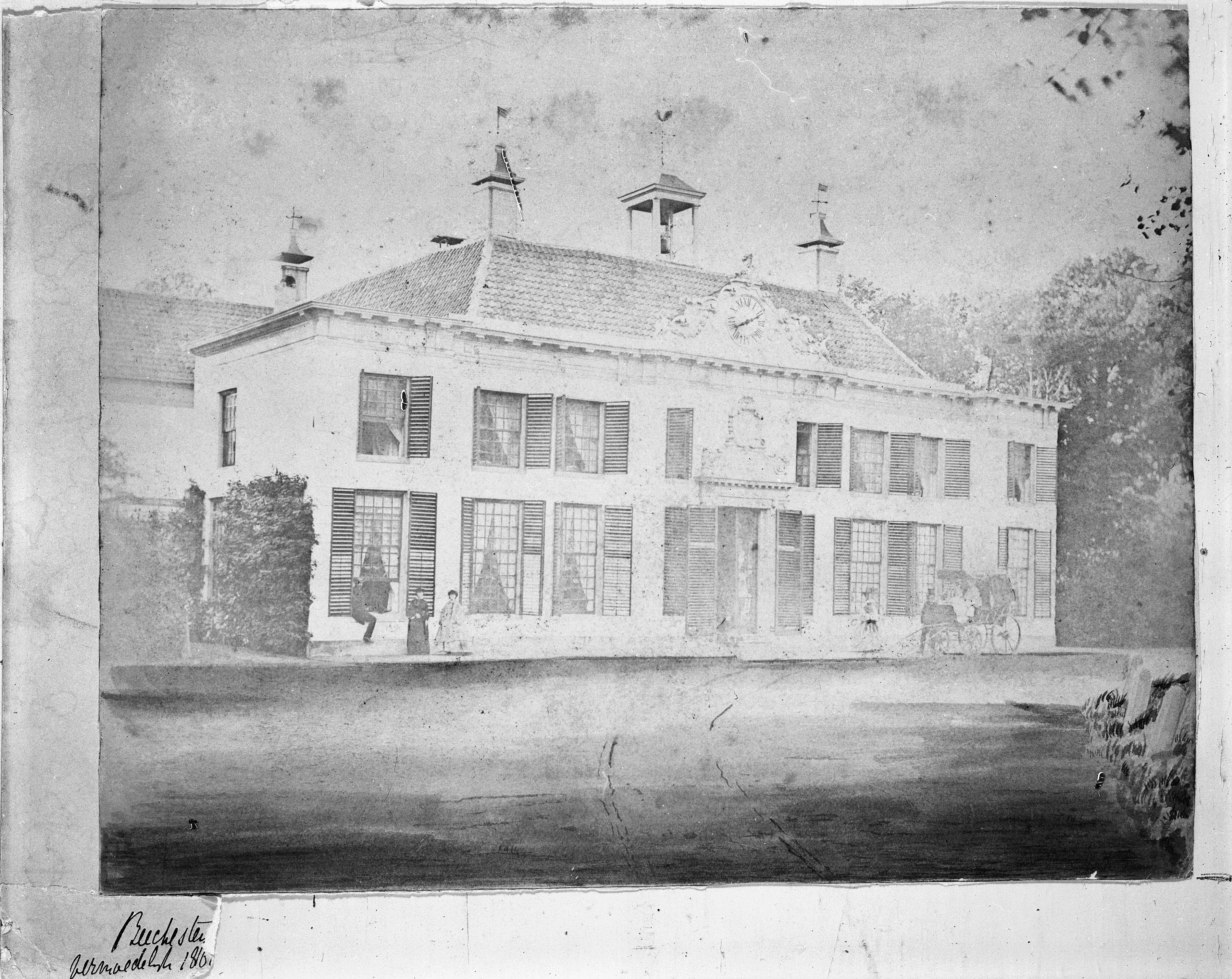
Beeckestijn in 1860/65
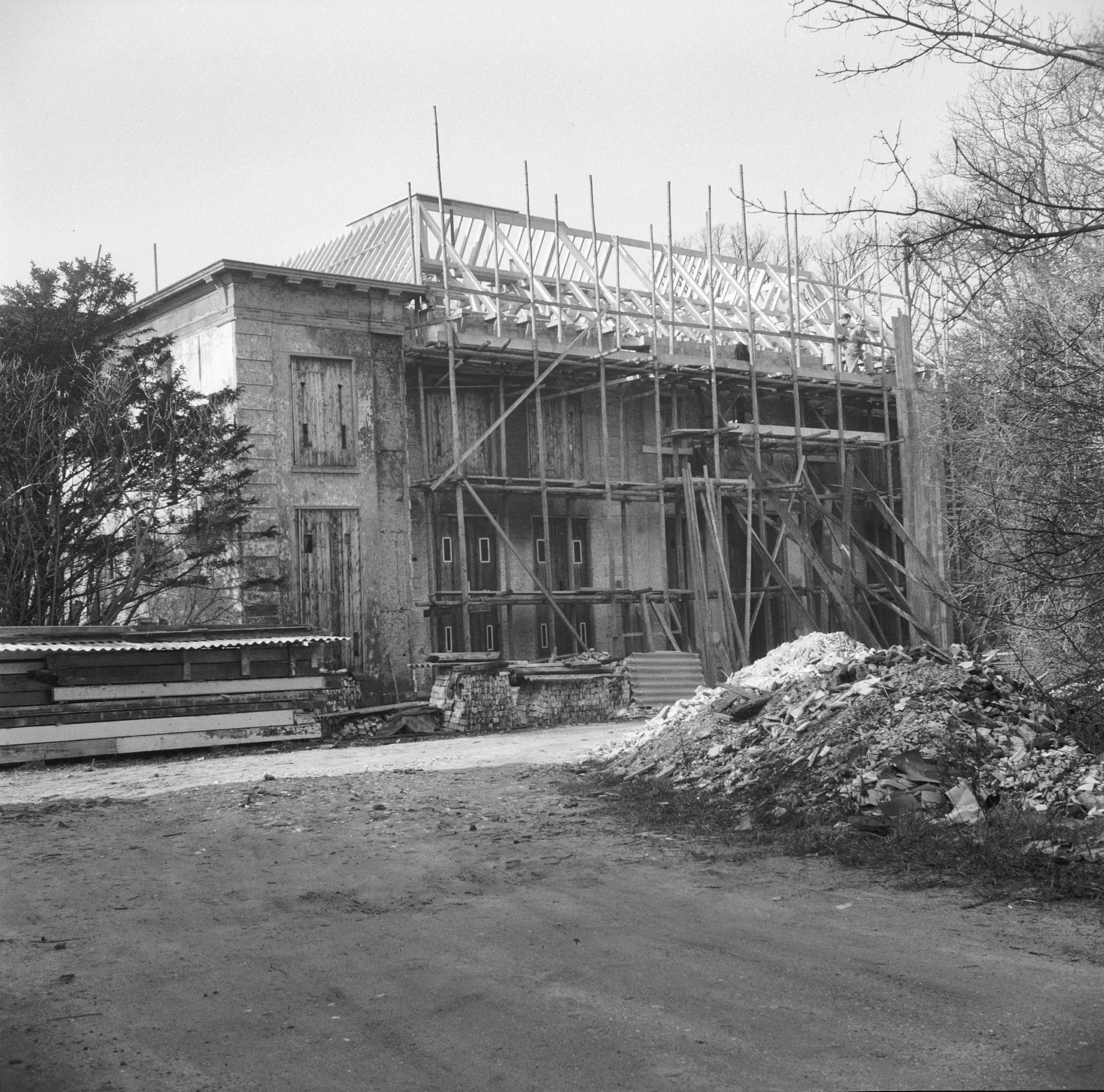
Beeckestijn in 1961